# Ras Al Khaimah International Airport
Ras Al Khaimah International Airport (IATA: RKT, ICAO: OMRK) (arabisk: مطار رأس الخيمة الدولي), er en international lufthavn placeret i emiratet Ras al-Khaimah i de Forenede Arabiske Emirater, 18 km nord for emiratets hovedstad af samme navn. I 2006 ekspederede den 157.764 passagerer og er hub for RAK Airways.